# Thérèse (filme)
Thérèse é um filme de drama francês de 1986 dirigido e escrito por Alain Cavalier. Estrelado por Catherine Mouchet, venceu o Prêmio do Júri do Festival de Cannes.

## Elenco
- Catherine Mouchet ......... Thérèse Martin
- Aurore Prieto          ................. Céline Martin
- Sylvie Habault         ................ Pauline Martin
- Ghislaine Mona         .............. Marie Martin
- Hélène Alexandridis    ........ Lucie
- Clémence Massart       ......... Prioress
- Nathalie Bernart       ............. Aimée
- Jean Pelegri           .................. Monsieur Martin
- Armand Meppiel         ............. Pope Leo XIII
- Pierre Maintigneux     ......... médico
- Joël Lefrançois        .............. jovem médico
- Beatrice de Vigan      .......... cantor
- Michel Rivelin         ................ Pranzini